# Govert Viergever
Govert Viergever (29 juli 1989) is een Nederlandse roeier.

## Levensloop
Viergever begon in 2005 met roeien bij ASR Nereus in Amsterdam. Hij volgt de opleiding management, sport & ondernemen aan de Hogeschool van Amsterdam. Hij maakte in 2013 deel uit van de Holland Acht en won daarmee brons op de Europese kampioenschappen roeien in Sevilla. Aan het einde van het jaar werd hij echter door zijn huisgenoot Tone Wieten buiten de boot gehouden.
In 2014 won Viergever samen met Dirk Uittenbogaard, Peter van Schie, Ruben Knab en stuurman Tim van den Ende de Varsity.
In aanloop naar de Olympische Zomerspelen in Rio de Janeiro in 2016 deed Viergever mee aan het selectieprogramma voor de vier zonder stuurman. Hij bleek goed genoeg en mocht mee naar Brazilië. Daar eindigde hij in de boot met Harold Langen, Peter van Schie en Vincent van der Want als vijfde.
In de jaren na de Spelen liet Viergever weinig opzienbarende resultaten zien. Hij stopte in mei 2019.

## Resultaten

### Olympische Zomerspelen
| Jaar | Plaats         | Resultaten           |
| ---- | -------------- | -------------------- |
| 2016 | Rio de Janeiro | 5e in de vier zonder |

### Wereldkampioenschappen roeien
| Jaar | Plaats              | Resultaten           |
| ---- | ------------------- | -------------------- |
| 2013 | Chungju             | 5e in de acht        |
| 2014 | Amsterdam           | 8e in de acht        |
| 2015 | Aiguebelette-le-Lac | 6e in de vier zonder |
| 2017 | Sarasota            | 4e in de vier zonder |

### Europese kampioenschappen roeien
| Jaar | Plaats                   | Resultaten            |
| ---- | ------------------------ | --------------------- |
| 2012 | Varese                   | 11e in de vier zonder |
| 2013 | Sevilla                  | in de acht            |
| 2014 | Belgrado                 | 7e in de acht         |
| 2015 | Poznań                   | 5e in de vier zonder  |
| 2016 | Brandenburg an der Havel | 11e in de vier zonder |
| 2017 | Račice                   | 6e in de vier zonder  |